# Chiesa di Santa Caterina (Pergine Valsugana, Santa Caterina)
La chiesa di Santa Caterina è la parrocchiale in frazione Castagné-Santa Caterina a Pergine Valsugana. Risale al XIV secolo.

## Storia

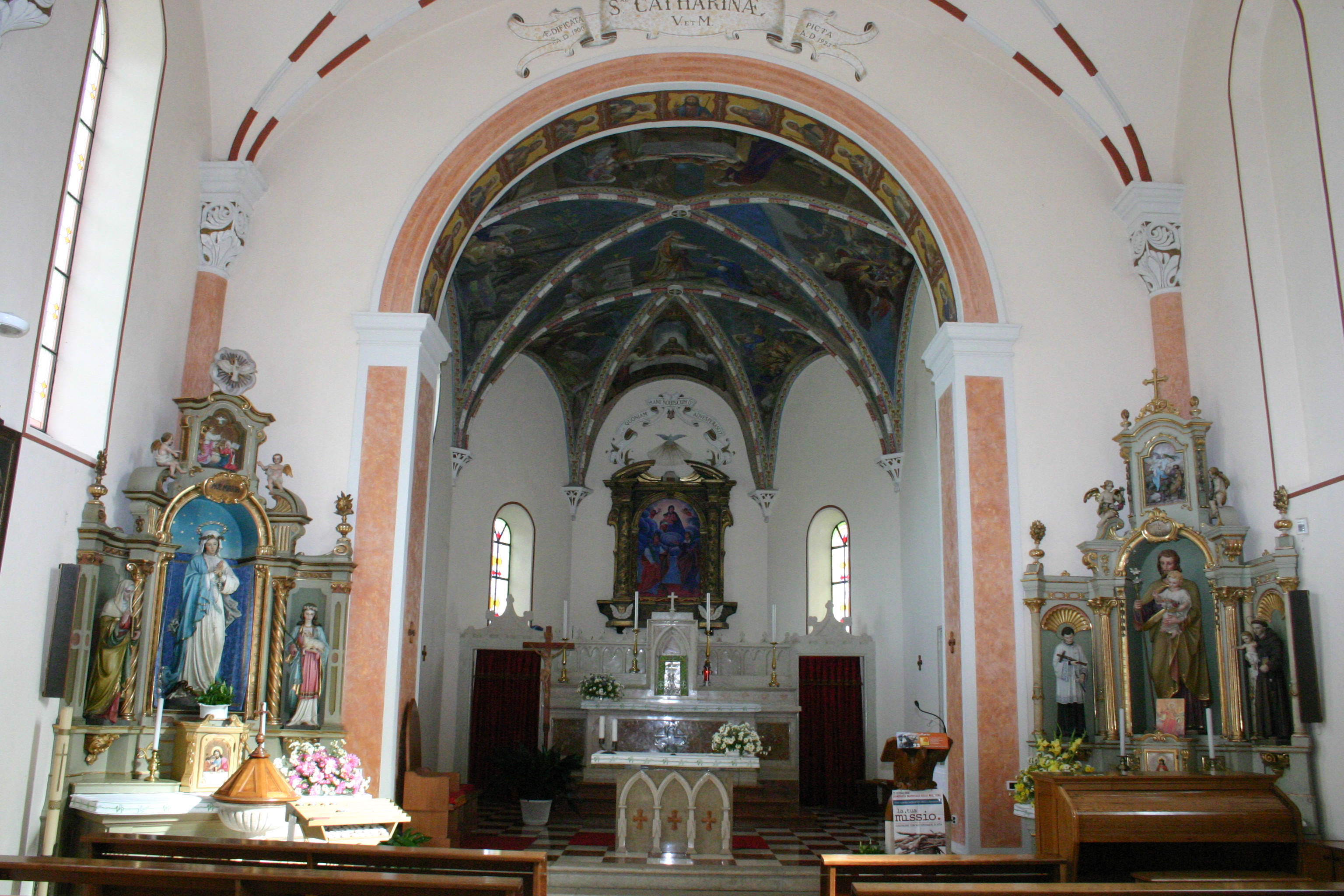
Interno

La costruzione della chiesa di Santa Caterina nella omonima località sul lago di Caldonazzo è databile ad un periodo anteriore al 1330, perché in quella data viene citata documentalmente per la prima volta.
Ottenne dignità curiaziale nel 1810.
Dopo la metà del XIX secolo si cominciò a pensare alla possibilità di ampliare l'edificio esistente perché non più sufficiente alle esigenze della comunità, oppure di edificarne uno nuovo, e tale opportunità poté realizzarsi solo alcuni decenni dopo, quando venne acquisito il terreno adatto allo scopo.
Dopo l'approvazione della curia, arrivata nel gennaio del 1900, iniziò la costruzione e la nuova chiesa fu ultimata nel 1903. L'antica chiesa non venne abbattuta e in seguito fu utilizzata come abitazione civile.
La benedizione venne impartita nel 1903 e la solenne consacrazione venne celebrata nel 1911 dal vescovo di Trento Celestino Endrici.
Le volte del presbiterio vennero decorate nel primo dopoguerra.
Ottenne dignità parrocchiale nel 1962.
La chiesa è stata interessata, nel 1993, da un ciclo di restauri.